# Залісецька сільська рада
Залісе́цька сільська́ ра́да — адміністративно-територіальна одиниця та орган місцевого самоврядування у Збаразькому районі Тернопільської області. Адміністративний центр — село Залісці.

## Загальні відомості
Залісецька сільська рада утворена в 1940 році.
- Територія ради: 32,74 км²
- Населення ради: 1 617 осіб (станом на 2001 рік)

## Населені пункти
Сільській раді були підпорядковані населені пункти:
- с. Залісці

## Склад ради
Рада складалася з 16 депутатів та голови.
- Голова ради: Копач Марія Петрівна
- Секретар ради: Формазюк Галина Василівна

### Керівний склад попередніх скликань
| Прізвище, ім'я, по батькові | Основні відомості                                                 | Дата обрання | Дата звільнення |
| --------------------------- | ----------------------------------------------------------------- | ------------ | --------------- |
| Копач Марія Петрівна        | Сільський голова, 1964 року народження, освіта вища, позапартійна | 26.03.2006   | 31.10.2010      |
| Копач Марія Петрівна        | Сільський голова, 1964 року народження, освіта вища, позапартійна | 31.10.2010   |                 |

Примітка: таблиця складена за даними сайту Верховної Ради України

### Депутати
За результатами місцевих виборів 2010 року депутатами ради стали:

#### За суб'єктами висування
| Суб'єкт висування | Кількість обраних депутатів | %   |
| ----------------- | --------------------------- | --- |
| Самовисування     | 16                          | 100 |

#### За округами
| № округу | Прізвище, ім'я, по батькові  | Дата визнання обраним | Освіта           | Партійна приналежність | Відомості про обраного депутата          |
| -------- | ---------------------------- | --------------------- | ---------------- | ---------------------- | ---------------------------------------- |
| 1        | Вознюк Петро Тимофійович     | 02.11.2010            | середня          | позапартійний          | тимчасово не працює                      |
| 2        | Ганжа Петро Петрович         | 02.11.2010            | вища             | позапартійний          | фельдшерсько-акушерський пункт, ветлікар |
| 3        | Сенчишин Ніна Василівна      | 02.11.2010            | середня          | позапартійна           | тимчасово не працює                      |
| 4        | Сопіга Борис Лазарович       | 02.11.2010            | вища             | позапартійний          | загальноосвітня школа, директор          |
| 5        | Мушкет Анатолій Ілліч        | 02.11.2010            | середня          | позапартійний          | тимчасово не працює                      |
| 6        | Формазюк Галина Василівна    | 02.11.2010            | вища             | позапартійна           | Залісецька с.р., секретар                |
| 7        | Сулима Микола Степанович     | 02.11.2010            | вища             | позапартійний          | тимчасово не працює                      |
| 8        | Мельничук Петро Іванович     | 02.11.2010            | середня          | позапартійний          | тимчасово не працює                      |
| 9        | Цокало Раїса Дмитрівна       | 02.11.2010            | середня          | позапартійна           | фельдшерсько-акушерський пункт, акушер   |
| 10       | Бойко Василь Якович          | 02.11.2010            | середня          | позапартійний          | тимчасово не працює                      |
| 11       | Олексюк Андрій Володимирович | 02.11.2010            | середня          | позапартійний          | пенсіонер                                |
| 12       | Суфлян Микола Михайлович     | 02.11.2010            | середня          | позапартійний          | тимчасово не працює                      |
| 13       | Сопіга Віталій Борисович     | 02.11.2010            | незакінчена вища | позапартійний          | ТПУ, студент                             |
| 14       | Стаднюк Микола Михайлович    | 02.11.2010            | середня          | позапартійний          | тимчасово не працює                      |
| 15       | Кошак Андрій Володимирович   | 02.11.2010            | середня          | позапартійний          | Кременець ПУ, студент                    |
| 16       | Опашна Світлана Леонідівна   | 20.06.2011            | вища             | позапартійна           | сільська рада, інспектор ВОС             |